# 小叶罗汉松
小叶罗汉松（学名：Podocarpus brevifolius）是罗汉松科罗汉松属的植物。分布在印度尼西亚、菲律宾以及中国大陆的广东、海南、广西、云南等地，生长于海拔1,000米至2,000米的地区，多生于喜荫湿环境或常绿阔叶林中，目前已有大量人工引种栽培作為 盆景用。

## 别名
小叶竹柏松（海南），短叶罗汉松（经济植物手册）雀舌羅漢松(台灣)